# Robert Sund
Robert Sund (* 19. April 1942 in Sandviken) ist ein schwedischer Dirigent und Komponist. Robert Sund wurde 1965 in den Männerchor Orphei Drängar in Uppsala in die zweite Bassstimme aufgenommen. Schon 1968 wurde er stellvertretender Dirigent und von 1985 bis 2008 war er Leiter des Chores, in den Jahren 1985–1991 zusammen mit Eric Ericson. Er ist der Bruder des Dirigenten und Komponisten Håkan Sund. Er war Leiter des gemischten Chores Allmänna sången in den Jahren 1970–1989 und gründete den Frauenchor La Cappella in 1986.